# Campionati del mondo di ciclismo su strada 2022 - Cronometro maschile Junior
La cronometro maschile Junior dei Campionati del mondo di ciclismo su strada 2022 si è svolta il 20 settembre 2022 con partenza ed arrivo a Wollongong, in Australia, su un circuito da ripetere 2 volte, per un percorso totale di 28,8 km. La medaglia d'oro è stata vinta dal britannico Joshua Tarling con il tempo di 34'59"26 alla media di 49,389 km/h, l'argento dall'australiano Hamish McKenzie e il bronzo dal tedesco Emil Herzog.
Partenza con 64 ciclisti, dei quali tutti hanno completato la gara.

## Classifica (Top 10)
| Pos. | Corridore         | Squadra     | Tempo     |
| ---- | ----------------- | ----------- | --------- |
| 1    | Joshua Tarling    | Regno Unito | 34'59"26  |
| 2    | Hamish McKenzie   | Australia   | a 19"19   |
| 3    | Emil Herzog       | Germania    | a 33"45   |
| 4    | Jan Christen      | Svizzera    | a 59"52   |
| 5    | Romet Pajur       | Estonia     | a 1'07"04 |
| 6    | Artem Shmidt      | Stati Uniti | a 1'37"10 |
| 7    | Frank Aron Ragilo | Estonia     | a 1'38"46 |
| 8    | Duarte Marivoet   | Belgio      | a 1'40"63 |
| 9    | Jorgen Nordhagen  | Norvegia    | a 1'41"57 |
| 10   | Thibaud Gruel     | Francia     | a 1'41"64 |